# Umberto Agnelli

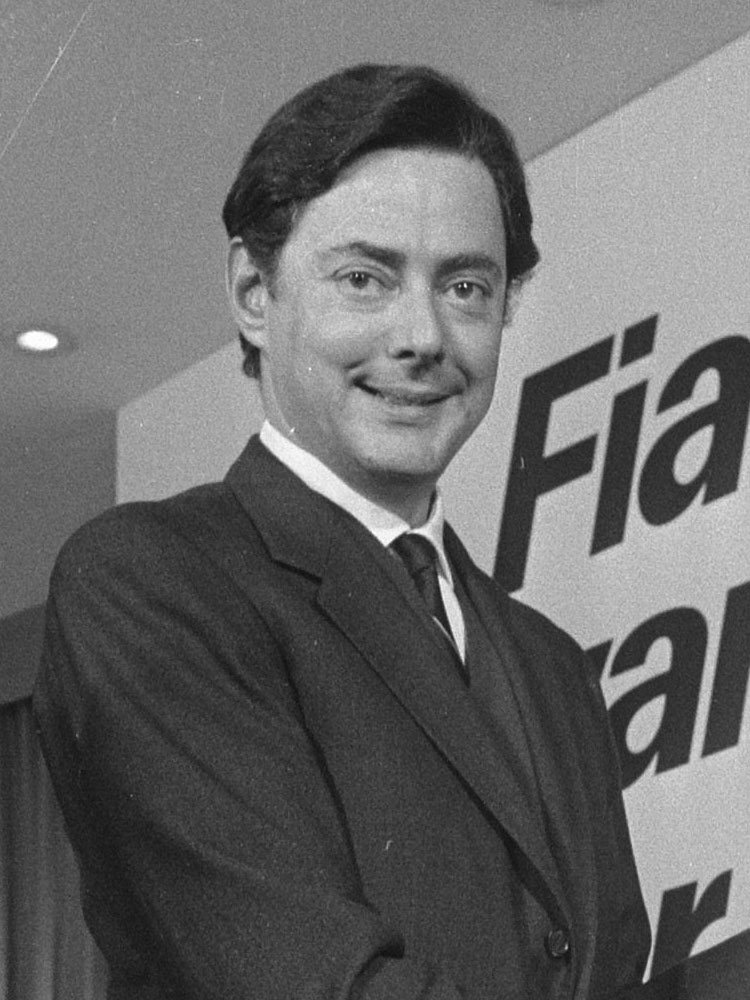
Umberto Agnelli in 1970

Umberto Agnelli (Lausanne, 1 november 1934 – Venaria Reale, 27 mei 2004) was een Italiaans ondernemer, politicus en voetbalbestuurder.

## Levensloop

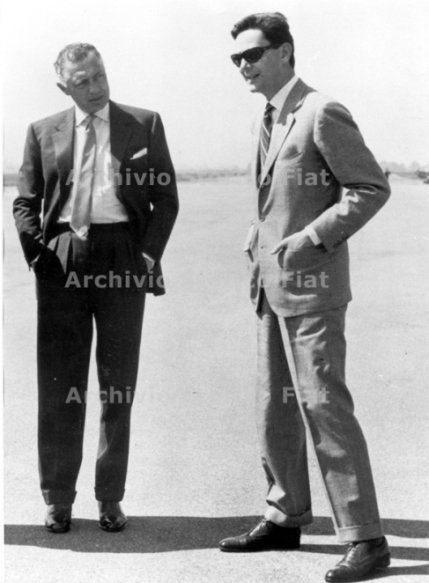
Umberto (rechts) en Giovanni Agnelli in 1965

Umberto was de jongste van zes in het gezin van Edoardo Agnelli (1895-1935) en Virginia Bourbon del Monte di San Faustino (1899-1945). Hij was pas een jaar oud toen zijn vader omkwam in een vliegtuigongeluk en elf jaar toen zijn moeder overleed in een auto-ongeval. Zijn dertien jaar oudere broer Giovanni Agnelli (1921-2003), werd het familiehoofd en was als een vader voor hem. Hij volbracht zijn legerdienst bij de cavalerie. Hij vervolgde met studies rechten aan de universiteit van Catania. Hij was pas drieëntwintig toen hij voorzitter werd van de voetbalclub Juventus en pas vijfentwintig toen hij voorzitter werd van de Italiaanse voetbalfederatie.
Hij nam functies op binnen de familiale holding die de Fiat bezat. In februari 2003 werd hij voorzitter, na het overlijden van Gianni.
In 1970 werd Umberto christendemocratisch senator, hoewel zijn voornaamste activiteiten plaats vonden binnen de familiale onderneming en binnen de voetbalwereld. Door de aankopen van spelers, die hij stimuleerde, werd Juventus een leidende club, die onder zijn voorzitterschap driemaal landskampioen werd en tweemaal de Italiaanse beker won. Hij nam ontslag in 1962, maar bleef nauw met de club verbonden. Vanaf 1994 werd hij opnieuw, als erevoorzitter, de werkelijke leider van de club, die in het volgende decennium vijfmaal landskampioen werd, eenmaal de beker won, alsook verschillende Europese titels.
Hij speelde ook een voorname rol binnen de patronale organisaties in Italië. Hij was het die de impuls gaf om de in Rome gevestigde Libera università internazionale degli studi sociali Guido Carli een nieuwe impuls en financies te bezorgen, zodat het een kweekschool kon worden voor nieuwe ondernemers en journalisten, die de ideeën van de vrije markt genegen zijn en willen toepassen, of de principes ervan verspreiden.
Hij werd getroffen door longkanker en omringd door zijn vrouw en zijn kinderen overleed hij in zijn residentie, gelegen midden het natuurpark Mandria in Venaria Reale.

## Huwelijken en nageslacht
Umberto trouwde tweemaal.
Met Antonella Bechi Piaggio (1938-1999) had hij, naast een tweeling die slechts enkele dagen leefde, Giovanni Alberto Agnelli (1964-1997), die overleed aan een hersentumor.
Hij hertrouwde met Allegra Caracciolo (°1945) en met haar had hij een zoon, Andrea Agnelli (°1975) en een dochter.